# Deportivo Saprissa
Maillots
Le Deportivo Saprissa est un club costaricien de football basé à San José et fondé le 16 juillet 1935 sous le nom de « Saprissa FC ».
Le club est présidé par Juan Carlos Rojas. Il est l'un des clubs les plus populaires du Costa Rica, avec la LD Alajuelense. Avec 40 championnats remportés, il s'agit du club costaricien le plus titré, devant la LD Alajuelense (30 titres).

## Histoire

### Création
Le 16 juillet 1935, un groupe d'enfants dirigé par Beto Fernández fonde le Saprissa FC, dans un magasin de chaussures du quartier de Los Angeles, à San José.
Avec Don Beto, Zapatero de l'époque, ils ont présenté le projet à Ricardo Saprissa Aymá. Ce dernier a décidé de parrainer ces garçons qui ont commencé avec un rêve et l'ont transformé en un véritable monstre.

### Début en première division
Le 21 août 1949, le Deportivo Saprissa fait ses débuts en Première Division avec une victoire 3-1 sur le Club Sport La Libertad. Manolo Rodríguez marque le premier but violet dans la catégorie supérieure.
Le 15 mai 1948, les partisans du Saprissa FC décident de légaliser l'institution. C'est ainsi qu'a été formé le conseil d'administration de ce qu'ils appelleraient le Deportivo Saprissa FC. Don Ricardo Saprissa assumerait la présidence. La même année, l'équipe est inscrite en Deuxième Division.
Dans la série finale, pour tenter de se classer en Première Division, Saprissa est tombée face à Gimnástica, un club qui, à travers ses fédérations, a présenté une motion pour que les violets jouent dans la catégorie la plus élevée. L'initiative a été approuvée et est acceptée pour le bonheur des fans de Saprissa.

### Premier titre
En 1952, les Morados remportent leur premier titre en Première Division après avoir terminé la saison invaincus. Lors des deux dernières dates du tournoi, l'équipe dirigée par Otto Pedro Bumbell s'est réjouie de battre ses rivaux pour remporter sa première couronne.
Cette feuille reste pour l'histoire : Rodolfo Sanabria, Greivin Zumbado, Alex Sánchez, AlbertoRamírez, Constantino Quirós, Isaías Araya, Elías Valenciano, Rodolfo Herrera, Álvaro Murillo, Manuel Rodríguez, Rubén Jiménez, José Soto, Carlos Láscarez, Ulises Agüero, Claudio León, Francisco Campos, Guillermo Hernández, Ismael Molina, Jorge Alpízar, Mario Cordero, Jorge Gamboa et Orlando León.
L'année suivante, Saprissa réitère le titre avec une seule défaite.

### Tourné mondial
En 1959, Saprissa fait ses valises et réalise la première tournée mondiale d'une équipe de football. A bord du vol KLM 988, un DC-6 baptisé « Flying Dutchman », les membres de l'expédition partent affronter une tournée audacieuse qui a marqué l'histoire du club. Après 74 jours, les violets reviennent victorieux au Costa Rica.
Le club est parti le 29 mars 1959 et est rentré chez lui le 10 juin 1959, après avoir disputé 22 matchs au cours desquels il a gagné 14 fois, a fait match nul 1 et a perdu 7. L'équipe a marqué 66 buts et en a concédé 46. 38 endroits ont été visités (25 nations). et 35 aéroports).

### Saprissa VS Pelé
En février 1972, les Brésiliens Saprissa et Santos ont fait match nul 1-1 lors d'un match extraordinaire disputé au Stade National, lors d'une tournée en Amérique centrale de l'équipe dirigée par l'historique Pelé. Le club latino-américain a demandé une nouvelle confrontation qui a eu lieu le 18 février. Le gardien argentin Cejas a applaudi le but d'Edgar Marín, qu'il a décrit plus tard comme une œuvre d'art.

### Estadio Ricciardo Saprissa Aymá
Le 27 août 1972, le stade Ricardo Saprissa Aymá est inauguré, un hommage à celui qui a tout donné pour ce sport. Eduardo « Flaco » Chavarría marque le premier but violet lors du match nul 1-1 contre les Comunicaciones du Guatemala.

### Sextuplé
En 1977, le Deportivo Saprissa a établi une nouvelle marque dans le football costaricain en remportant six fois le championnat après avoir battu Cartaginés.

### Premier titre en Concacaf
En 1993 et 1995, il remporte ses deux premiers titres de la CONCACAF, le seul qui lui échappe encore dans la région.

### Retraite de Evaristo Coronado
Le 27 août 1995, Evaristo Coronado prend sa retraite du football, ce qui constitue la plus haute réalisation de l'histoire du Deportivo Saprissa (181 buts depuis 1981).

### 3etitre en Ligue des champions
Le Deportivo Saprissa a été proclamé champion de l'édition après avoir battu les Pumas de la UNAM sur le score total de 2-3 en finale et s'est qualifié pour la Coupe du Monde des Clubs.

### La coupe du monde des clubs
Après avoir remporté sa troisième Coupe Concacaf, le Deportivo Saprissa mérite de participer à la 2ème Coupe du Monde des Clubs de la FIFA, où l'équipe violette a obtenu la troisième place lors du tournoi organisé au Japon en 2005.

### Équipe du siècle de la concacaf
La Fédération Internationale d'Histoire et de Statistiques du Football (IFFHS) désigne l'équipe du Deportivo Saprissa du 20e siècle au sein de la CONCACAF.

### 30etitres
Le 10 mai 2014, le Deportivo Saprissa est devenu la première équipe de la CONCACAF à remporter son 30e titre national après avoir battu Alajuelense en série finale.

### Ligue de la concacaf
El Monstruo joue la Ligue des Champions et l'obtient en laissant Belmopan Bandits du Belize (6-2), Águila du Salvador (2-1), Independiente du Panama (4-2), Olimpia sur la route dans leurs séries respectives. Honduras (4-3) et Motagua du Honduras (1-0).

### 35etitres
En pleine pandémie de Covid 19 qui a paralysé le monde, Saprissa a atteint sa 35ème étoile et a dû faire la fête sans public.

### 50 ans de l’Estadio Ricciardo Saprissa
Au milieu d'une grande fête, avec la présence d'anciens joueurs, des activités spéciales et de nombreux souvenirs, Saprissa a célébré le 50e anniversaire de l'inauguration du légendaire stade Ricardo Saprissa Aymá en 2022. Le 31 août de cette année, contre le Municipal Grecia , les fans de Morada se sont réunis pour cette grande fête.

### Centre de formation
Le Deportivo Saprissa inaugure son centre sportif Roberto 'Beto' Fernández, en l'honneur de l'un de ses fondateurs. Ce centre devient ainsi la nouvelle maison de préparation de ses équipes masculines et féminines, ainsi que des Divisions Mineures. Dans sa première phase, il disposait de deux terrains (un naturel et un synthétique), trois vestiaires, des entrepôts et plus encore.

### Retraite de Christian Bolaños
Lors d'une conférence de presse émouvante, l'historique Christian Bolaños a annoncé sa retraite du football à la fin du Tournoi d'ouverture 2023. De façon spectaculaire, lors de la finale de la compétition, Bolaños est entré en jeu et a délivré la passe décisive sur le dernier but. a scellé le Tricampeonato de Saprissa. Les "Bolañitos" historiques se sont retirés en hauteur.

## Palmarès
| Compétitions nationales | Compétitions internationales |
| - Championnat du Costa Rica (40) - Champion : 1952, 1953, 1957, 1962, 1964, 1965, 1967, 1968, 1969, 1972, 1973, 1974, 1975, 1976, 1977, 1982, 1988, 1989, 1994, 1995, 1998, 1999, 2004, 2006, 2007, 2007 (A), 2008 (C), 2008 (A), 2010 (C), 2014 (C), 2014 (A), 2015 (A), 2016 (A) , 2018 (C), 2020 (C), 2021 (C), 2022 (A), 2023 (C), 2023 (A) et 2024 (C) - Vice-champion : 1950, 1955, 1958, 1959, 1961, 1963, 1966, 1970, 1971, 1984, 1991, 1992, 1997, 2000, 2003, 2017 (C) et 2019 (C). - Coupe du Costa Rica (7) - Vainqueur : 1950, 1956, 1960, 1963, 1970, 1972, 2013 - Finaliste : 1953, 1954, 1961, 1963, 1967, 2014, 2023 - Recopa (2) - Vainqueur : 1963, 2023 - Finaliste : 2024 - Supercopa (3) - Vainqueur : 1976, 2021, 2023 - Finaliste : 2020, 2024 | - Coupe des champions de la CONCACAF (3) - Vainqueur : 1993, 1995 et 2005. - Finaliste : 1970, 2004 et 2008. - Ligue de la CONCACAF (1) - Vainqueur : 2019 - Finaliste : 2020 - Copa Interamericana - Finaliste : 1994 et 1997. - Copa Interclubes UNCAF (5) - Vainqueur : 1972, 1973, 1978, 1998 et 2003 - Finaliste : 1971, 1974, 1996, 1997, 2001, 2004 et 2007. |

### Centre de formation

#### U21
1x Champion : Aper. 2024

1x Vice-champion : Aper. 2023

#### U20
1x Champion : Clau. 2022

1x Vice-champion : Clau. 2023

#### U19
1x Vice-champion : Aper. 2023

#### U17
1x Vice-champion : Clau. 2023

#### U15
2x Champion : Clau. 2022, Aper. 2023

3x Vice-champion : Aper. 2022, Clau. 2023, Clau. 2024

#### U14
1x Champion : Clau. 2024

2x Vice-champion : Aper. 2023, Aper. 2024

#### U13
1x Champion : Clau. 2023

1x Vice-champion : Aper. 2024

#### U12
3x Vice-champion : Aper. 2022, Clau. 2024, Aper. 2024

#### U11
1x Champion : Clau. 2023

## Compétition continentale
| Compétition                   | Matchs | Victoires | Nuls | Défaites | Buts pour | Buts contre |
| ----------------------------- | ------ | --------- | ---- | -------- | --------- | ----------- |
| Coupe des champions           | 178    | 69        | 48   | 50       | 275       | 203         |
| Coupe Interclub               | 53     | 28        | 14   | 11       | 82        | 47          |
| Coupe des vainqueurs de Coupe | 3      | 1         | 1    | 1        | 11        | 5           |
| Ligue de la CONCACAF          | 16     | 11        | 1    | 4        | 35        | 17          |
| Coupe d'Amérique centrale     | 16     | 8         | 5    | 3        | 32        | 14          |
| TOTAL                         | 266    | 117       | 69   | 69       | 435       | 286         |

## Bilan saison par saison

### Total
| Niv | Divisions     | Joués | Titres | TF |
| --- | ------------- | ----- | ------ | -- |
| I   | 1re nationale | 100   | 40     | 56 |
| II  | 2e nationale  | 13    | 1      | 0  |

### Saisons par saison
| Saison     | Championnat      | Place | Pts | J  | G   | N   | P   | Bp  | Bc  | Résultat en Coupe du Costa Rica | Résultat en Coupe de la concacaf                                                         |
| ---------- | ---------------- | ----- | --- | -- | --- | --- | --- | --- | --- | ------------------------------- | ---------------------------------------------------------------------------------------- |
| 1949       | Primera División | 7e    | 11  | 14 | 5   | 1   | 8   | 38  | 42  |                                 |                                                                                          |
| 1950       | Primera División | 2e    | 22  | 16 | 10  | 2   | 4   | 52  | 23  |                                 |                                                                                          |
| 1951       | Primera División | 7e    | 16  | 18 | 6   | 4   | 8   | 39  | 31  |                                 |                                                                                          |
| 1952       | Primera División | 1er   | 16  | 9  | 7   | 2   | 0   | 22  | 5   |                                 |                                                                                          |
| 1953       | Primera División | 1er   | 29  | 18 | 12  | 5   | 1   | 38  | 13  |                                 |                                                                                          |
| 1955       | Primera División | 2e    | 26  | 18 | 11  | 4   | 3   | 46  | 19  |                                 |                                                                                          |
| 1957       | Primera División | 1er   | 23  | 14 | 11  | 1   | 2   | 35  | 10  |                                 |                                                                                          |
| 1958       | Primera División | 2e    | 33  | 21 | 15  | 3   | 3   | 56  | 16  |                                 |                                                                                          |
| 1959       | Primera División | 2e    | 26  | 21 | 11  | 4   | 6   | 41  | 25  |                                 |                                                                                          |
| 1960       | Primera División | 3e    | 19  | 14 | 8   | 3   | 3   | 38  | 18  |                                 |                                                                                          |
| 1961       | Primera División | 2e    | 17  | 16 | 8   | 1   | 7   | 31  | 20  |                                 |                                                                                          |
| 1961-62    | Primera División | 1er   | 33  | 20 | 16  | 1   | 3   | 47  | 22  |                                 |                                                                                          |
| 1962-63    | Primera División | 2e    | 24  | 20 | 11  | 2   | 7   | 38  | 26  |                                 | Coupe des champions 1/2 finale                                                           |
| 1963-64    | Primera División | 1er   | 45  | 32 | 18  | 9   | 5   | 56  | 34  |                                 |                                                                                          |
| 1964-65    | Primera División | 1er   | 51  | 36 | 23  | 5   | 8   | 70  | 29  |                                 |                                                                                          |
| 1965-66    | Primera División | 2e    | 49  | 36 | 18  | 13  | 5   | 79  | 37  |                                 |                                                                                          |
| 1966-67    | Primera División | 1er   | 59  | 36 | 26  | 7   | 3   | 95  | 34  |                                 |                                                                                          |
| 1967-68    | Primera División | 1er   | 61  | 36 | 28  | 5   | 3   | 91  | 30  |                                 |                                                                                          |
| 1968-69    | Primera División | 1er   | 41  | 27 | 16  | 9   | 2   | 78  | 32  |                                 | Coupe des champions 1/2 finale                                                           |
| 1969-70    | Primera División | 2e    | 46  | 32 | 19  | 8   | 5   | 79  | 27  |                                 | Coupe des champions forfait en 1/2 finale                                                |
| 1970-71    | Primera División | 2e    | 43  | 30 | 20  | 3   | 7   | 63  | 33  |                                 | Coupe des champions 3e tour de qualification                                             |
| 1971-72    | Primera División | 1er   | 35  | 20 | 16  | 3   | 1   | 52  | 6   |                                 | Coupe de la fraternité Vainqueur                                                         |
| 1972-73    | Primera División | 1er   | 43  | 31 | 17  | 9   | 5   | 59  | 30  |                                 | Coupe des champions forfait au 3e tour de qualification Coupe de la fraternité Vainqueur |
| 1973-74    | Primera División | 1er   | 42  | 28 | 17  | 8   | 3   | 47  | 21  |                                 | Coupe des champions 1er tour de qualification Coupe de la fraternité 2e                  |
| 1974-75    | Primera División | 1er   | 41  | 30 | 16  | 9   | 5   | 53  | 23  |                                 | Coupe des champions 1/2 finale Coupe de la fraternité 4e                                 |
| 1975-76    | Primera División | 1er   | 43  | 35 | 16  | 11  | 8   | 66  | 37  |                                 | Coupe de la fraternité 3e                                                                |
| 1976-77    | Primera División | 1er   | 66  | 50 | 24  | 18  | 8   | 84  | 39  |                                 | Coupe des champions forfait en 1/2 finale Coupe de la fraternité 6e                      |
| 1977-78    | Primera División | 4e    | 42  | 40 | 13  | 16  | 11  | 55  | 37  |                                 | Coupe des champions 3e tour de qualification Coupe de la fraternité Vainqueur            |
| 1978-79    | Primera División | 4e    | 49  | 44 | 16  | 17  | 11  | 53  | 42  |                                 |                                                                                          |
| 1990-91    | Primera División | 3e    | 39  | 33 | 17  | 5   | 11  | 48  | 31  |                                 | Coupe des champions 4e tour de qualification                                             |
| 1992-93    | Primera División | 5e    | 35  | 33 | ??? | ??? | ??? | ??? | ??? |                                 | Coupe des champions Vainqueur                                                            |
| 1994-95    | Primera División | 1re   | 71  | 50 | 27  | 17  | 6   | 74  | 36  |                                 | Coupe des champions Vainqueur                                                            |
| 1995-96    | Primera División | 3e    | 80  | 44 | 22  | 14  | 8   | 68  | 33  |                                 | Coupe des champions 4e tour de qualification Tournoi des Géants 2e                       |
| 1996-1997  | Primera División | 1re   | 72  | 38 | 19  | 11  | 8   | 60  | 36  |                                 | Tournoi des Géants Finaliste                                                             |
| Aper. 1997 | Primera División | 2e    | 24  | 16 | 6   | 6   | 4   | 25  | 16  |                                 | Tournoi des Géants Vainqueur                                                             |
| Clau. 1998 | Primera División | 1re   | 39  | 16 | 12  | 3   | 1   | 44  | 12  |                                 | Coupe des Champions 1/2 finale                                                           |
| Aper. 1998 | Primera División | 1re   | 51  | 22 | 15  | 6   | 1   | 58  | 22  |                                 |                                                                                          |
| Clau. 1999 | Primera División | 1re   | 45  | 22 | 14  | 3   | 5   | 50  | 25  |                                 | Coupe Interclubs 3e Coupe des Champions 1/4 de finale                                    |
| Aper. 1999 | Primera División | 2e    | 49  | 22 | 15  | 4   | 3   | 36  | 19  |                                 |                                                                                          |
| Clau. 2000 | Primera División | 2e    | 48  | 22 | 14  | 6   | 2   | 50  | 15  |                                 | Coupe Interclubs 2e tour                                                                 |
| Aper. 2000 | Primera División | 3e    | 38  | 22 | 12  | 2   | 8   | 37  | 26  |                                 |                                                                                          |
| Clau. 2001 | Primera División | 2e    | 17  | 10 | 5   | 2   | 3   | 26  | 15  |                                 | Coupe Interclubs 2e Coupe des Champions 1/8 de finale                                    |
| Clau. 2001 | Primera División | 3e    | 7   | 6  | 2   | 1   | 3   | 8   | 11  |                                 | Coupe Interclubs 2e Coupe des Champions 1/8 de finale                                    |
| Aper. 2001 | Primera División | 2e    | 41  | 22 | 11  | 8   | 3   | 46  | 32  |                                 |                                                                                          |
| Clau. 2002 | Primera División | 5e    | 30  | 22 | 9   | 3   | 10  | 39  | 33  |                                 |                                                                                          |
| Aper. 2002 | Primera División | 2e    | 45  | 22 | 13  | 6   | 3   | 43  | 24  |                                 |                                                                                          |
| Clau. 2003 | Primera División | 4e    | 39  | 22 | 11  | 6   | 5   | 44  | 33  |                                 |                                                                                          |
| Aper. 2003 | Primera División | 1re   | 57  | 22 | 18  | 3   | 1   | 55  | 25  |                                 |                                                                                          |
| Clau. 2004 | Primera División | 2e    | 47  | 22 | 14  | 5   | 3   | 38  | 21  |                                 |                                                                                          |

## Personnalités du club

### Entraineurs
| Rang | Nom                 | Période                 |
| ---- | ------------------- | ----------------------- |
| 1    | Otto Bumbel         | 1951 - 1952             |
| 2    | Marvin Rodríguez    | 1971 - 1976             |
| 3    | Jozef Karel         | 1977 - 1979             |
| 4    | Odir Jacques        | 1990 - 1991             |
| 5    | Rolando Villalobos  | 1991 - 1992             |
| 6    | Odir Jacques        | 1992 - 1993             |
| 7    | Carlos Linaris      | 1993 - 1995             |
| 8    | Carlos Watson       | 1995 - 1996             |
| 9    | Jorge Olguín        | 1996 - 1997             |
| 10   | Alexandre Guimarães | 1997 - 2000             |
| 11   | Valdeir Vieira      | nov. 2000 - févr. 2001  |
| 12   | Evaristo Coronado   | févr. 2001 - 2001       |
| 13   | Enrique Rivers      | 2001 - nov. 2001        |
| 14   | Manuel Keosseián    | mai 2002 - 2003         |
| 15   | Hernán Medford      | 2003 - oct. 2006        |
| 16   | Jeaustin Campos     | nov. 2006 - nov. 2009   |
| 17   | Roy Myers           | nov. 2009 - déc. 2010   |
| 18   | Juan Manuel Álvarez | jan. 2011 - 2011        |
| 19   | Alexandre Guimarães | 2011 - 2012             |
| 20   | Daniel Casas        | 2012 - déc. 2012        |
| 21   | Rónald González     | jan. 2013 - sep. 2014   |
| 22   | Jeaustin Campos     | sep. 2014 - sep. 2015   |
| 23   | Douglas Sequeira    | sep. 2015 - oct. 2015   |
| 24   | Carlos Watson       | oct. 2015 - déc. 2017   |
| 25   | Vladimir Quesada    | jan. 2018 - févr. 2019  |
| 26   | Walter Centeno      | févr. 2019 - févr. 2021 |
| 27   | Roy Myers           | févr. 2021 - avr. 2021  |
| 28   | Mauricio Wright     | avr. 2021 - nov. 2021   |
| 29   | Iñaki Alonso        | nov. 2021 - avr. 2022   |
| 30   | Jeaustin Campos     | avr. 2022 - mar. 2023   |
| 31   | Vladimir Quesada    | mar. 2023 - oct. 2024   |
| 32   | José Giacone        | oct. 2024 - mars 2025   |
| 33   | Paulo Wanchope      | mars 2025 -             |

### Présidents
| Rang | Nom               | Période     |
| ---- | ----------------- | ----------- |
| 1    | Jorge Vergara     | 2003 - 2011 |
| 2    | Juan Carlos Rojas | 2011 -      |

## Maillots

### Maillots domicile
| 2024-2025 |